# Янука
Бан Янко (бан Янук, Янука ), защитник на София от османските турци в края на 14 век, е управител (наместник на цар Иван Шишман) в Средец и областта. Твърде е възможно под личността на бан Янко (според една кратка византийска хроника) в народната памет и епос да се крие трансилванският владетел Ян Хунияди, който през декември 1443 г. преминава с обединените християнски сили клисурата край Драгоман, освобождавайки София от османците. Други автори (напр. Йордан Андреев) го идентифицират с Цар Ясен (княз Иван Асен), по-голям брат на Иван Шишман.
Бан е средновековна феодална титла в България, Унгария и други страни в тази епоха.
Бан Янука е пленен от турците през 1385 г., според преданията, след предателство.

## Други
На Янко Софийски войвода е наречена улица в квартал „Лозенец“ в София (Карта).